# Spišský Hrušov
Spišský Hrušov je obec na Slovensku v okrese Spišská Nová Ves, v Košickém kraji.

## Polohopis
Obec se nachází v jižní části Hornádské kotliny na soutoku potoků Lodina a Hrušov.

### Sousední obce
Buglovce, Bystrany, Domaňovce, Hincovce, Chrást nad Hornádom, Jamník, Olcnava, Vítkovce

### Vodní toky
Lodina, Hrušov

## Symboly obce
Http://www.crwflags.com/fotw/flags/sk-sn-sh.html

## Historie

### Staré a cizí názvy obce
- 1250
- 1280
- 1299
- 1307
- 1319
- 1773
- 1786

Německý název: 

Maďarský název:

## Politika

### Starostové obce
1990 – 2010 Viktor Butvin (nekalá)
2010 – Elena Franková (Směr)

### Zastupitelstvo
1990 – 1994 – 9 poslanců

1994 – 1998 – 9 poslanců (6 HZDS, 3 SDĽ)

1998 – 2002 – 9 poslanců (5 HZDS, 4 KDH)

2002 – 2006 – 7 poslanců (4 KDH, 2 HZDS, 1 nekalá)

### Obyvatelstvo
Vývoj obyvatelstva od roku 1869:
| Rok sčítání | Počet obyvatel | Počet domů |
| ----------- | -------------- | ---------- |
| 1869        |                | -          |
| 1880        | 680            | 105        |
| 1890        | 624            | 102        |
| 1900        | 624            | 96         |
| 1910        | 592            | 93         |
| 1921        | 538            | 98         |
| 1930        | 532            | 97         |
| 1950        | 689            | 123        |
| 1961        | 864            | 156        |
| 1970        | 1 058          | 202        |
| 1980        | 1 108          | 229        |
| 1991        | 1 183          | 259        |
| 2001        | 1 251          | 278        |

Složení obyvatelstva podle náboženského vyznání (2001):
|                        | Počet obyvatel | %    |
| ---------------------- | -------------- | ---- |
| Římskokatolická církev | 1 227          | 98,1 |
| Řeckokatolická církev  | 3              | 0,2  |
| Pravoslavná církev     | 2              | 0,2  |
| Bez vyznání            | 10             | 0,8  |
| Ostatní a nezjištěno   | 9              | 0,7  |

Složení obyvatelstva podle národnosti (2001):
|                      | Počet obyvatel | %    |
| -------------------- | -------------- | ---- |
| Slovenská            | 1 240          | 99,1 |
| Maďarská             | 2              | 0,2  |
| Ukrajinská           | 2              | 0,2  |
| Česká                | 2              | 0,2  |
| Ostatní a nezjištěno | 5              | 0,4  |

## Kultura a zajímavosti

### Památky
Zámeček
Původně renesanční z roku 1596, v polovině 18. stol. zbarokizován a zač. 19. stol. na průčelí upravován v klasicistním slohu. Dvoupodlažní budova s obdélníkovým půdorysem a trojtraktovou blokovou dispozicí. Na průčelí je střední triaxiální rizalit, členěný na přízemí pilastry a na poschodí pilířovou lodžií. Ústřední vestibul je zaklenut valenou klenbou s lunetami. V jedné místnosti je renesanční vyřezávaný trámový strop, na kartuši mešternice s letopočtem 1596 a iniciálami. Těžká, šindelem krytá mansardová střecha.
Katolický kostel sv. Kateřiny Alexandrijské
Je původně gotický z konce 13. stol., přestavěný v 17. a 18. stol., renovovaný roku 1900. Jednolodní s rovným uzávěrem, přistavěnou sakristií, boční kaplí a představěnou věží. Presbytář zaklenutý křížovou žebrovou klenbou. Loď měla původně dřevěný rovný strop a v 17. stol. byla zaklenuta křížovou hřebenovou klenbou. Po celé její délce je přistavěna kaple sv. Žofie z 18. stol., zaklenuta korýtkovou klenbou, v sakristii je pruská klenba. Interiérová výmalba kostela je od Jozefa Hanuly z roku 1896. Hlavní oltář je raně barokní etážový, z konce 17. stol., ve sloupové architektuře symetricky rozestavěné sochy světců, uprostřed nový obraz sv. Kateřiny Alexandrijské od J. Hanuly z roku 1900. V boční kapli oltář sv. Žofie, barokní z první poloviny 18. stol., sloupová architektura se štítovým nástavcem a novým ústředním obrazem sv. Žofie od J. Hanuly. Volné obrazy: Sedmibolestná P. Maria, barokní z první poloviny 18. stol., Narození, pozdněklasicistický z poloviny 19. stol., gotická Madona z konce 15. stol. Barokní kalich z období kolem roku 1740. Pacifikál barokní z 18. stol., pozdněgotický zvon z roku 1521 od zvonolijce Andreje. Z původního zařízení kostela dostalo se gotické ciborium do Budapešti, jeho kopie je z roku 1916 a je v sakristii.
Zřícenina Kostela sv. Stanislava
Východně od obce stojí v poli zřícenina středověkého kostela sv. Stanislava, z níž se zachovala už jen věž. Kostel byl součástí zaniklé vesnice Miloje.

## Hospodářství a infrastruktura

### Farní úřad
Římskokatolický – č. d.. 213

Duchovní správce: ThLic. Roland Gerát

### Školství
- Mateřská škola – č.. d. 217
- Základní škola – č.. d. 264

## Osobnosti

### Významné osobnosti
02.08.1842 se v obci narodil Reginald Augustin Garžík, páter, dominikán, slovenský kazatel. Studoval na gymnáziu v Levoči a v Košicích. V r.. 1862 vstoupil do řehole dominikánů ve Vídni. Za kněze byl vysvěcen 28.7.1867 ve Vídni, 11.6.1876 se stal převorem dominikánského kláštera v Košicích. Zasloužil se o rozvoj náboženského života Slováků, založil Slovenský církevní zpěvokol tiskem vydal zpěvník. Postaral se o restauraci dominikánského kostela, dal vyhotovit v něm kvalitní varhany. Pro bratrstvo sv. Růžence zakoupil vlastní dům a založil útulek pro mrzáky. Jako jediný Slovák řádu v roce 1900 byl z trestu přeložen do Vídně. V roce 1922 se vrátil už do ČSR.